# Козалит
Козали́т — минерал класса сульфосолей, состава Pb2Bi2S5. Сопутствует минералам висмута и свинца, считается достаточно редким.

## Открытие
Впервые козалит был обнаружен в 1868 году в серебряном руднике недалеко от мексиканского города Косала, в честь которого минерал и получил своё название.

## Свойства

### Физические свойства
Козалит обычно образует призматические или удлинённые (игольчатые и волосовидные) непрозрачные кристаллы с металлическим блеском. Цвет — обычно свинцово-серый. Плотность составляет 6,76—6,86 г/см³. Минерал немного режется ножом.

### Химические свойства
Свинец в составе минерала может изоморфно замещаться кадмием, железом и серебром, а сера — сурьмой, селеном и теллуром.
Козалит растворяется в азотной кислоте с образованием белого осадка сульфата свинца(II); в соляной кислоте разлагается медленно. Отполированный слой при контакте с азотной кислотой буреет и вскипает; с соляной — медленно буреет с образованием легко стирающегося пятна на поверхности. От царской водки сразу вскипает с образованием иризирующего, затем чернеющиего налёта. При контакте со смесью иодида калия и серы образует густой жёлто-зелёный налёт с ярко-красной каймой.

## Нахождение в природе
Козалит образуется в незначительных количествах либо в магматических породах, таких как пегматит, либо в гидротермальных месторождениях. Типичные сопутствующие минералы — галенит, галеновисмутит, висмутин, самородный висмут; в гидротермальных месторождениях — также сульфосоли висмута и свинца. В жилах альпийского типа козалит может образовывать включения в кварце.
Минерал встречается на месторождениях Италии, Швеции, Румынии, Великобритании, Швейцарии, Мадагаскара, стран Северной Америки. На территории бывшего СССР встречается в Приполярном Урале и на казахстанском месторождении Караоба.